# Santa Maria di Monserrato (Rom)
Koordinaten: 41° 53′ 45,7″ N, 12° 28′ 9,1″ O
Die Kirche Santa Maria di Monserrato, auch Santa Maria in Monserrato degli Spagnoli (lat.: Sanctae Mariae Hispanorum in Monte Serrato), steht in Rom im Stadtviertel Regola. Sie wurde 1518 nach Entwürfen von Antonio da Sangallo d. J. als Kirche der Aragonesen und Katalanen begonnen. 1582–84 entstand nach Plänen von Francesco da Volterra der untere Teil der Fassade; erst gegen 1673/75 war die Kirche zumindest weitgehend fertiggestellt. Seit 1807 ist Santa Maria di Monserrato die spanische Nationalkirche in Rom.

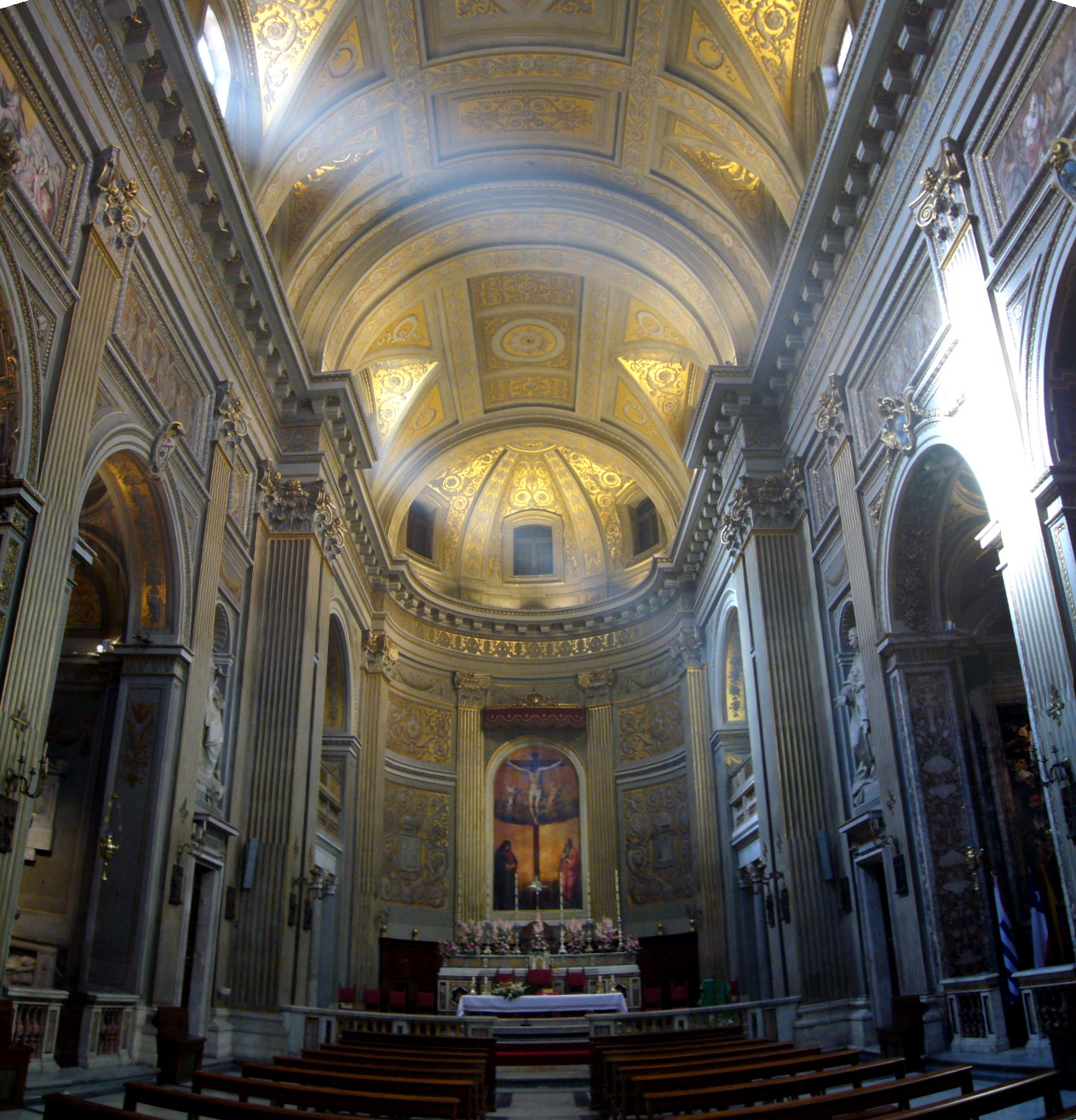
Hauptschiff

In der Kirche befinden sich die Grabmäler der beiden Borgia-Päpste Calixtus III. (1455–1458; Alonso de Borja) und Alexander VI. (1492–1503; Rodrigo Borgia), sowie des spanischen Königs Alfons XIII. Im Jahr 1980 wurden die Überreste des ehemaligen Königs in das Pantheon der Könige des Monasterio de El Escorial überführt.

## Ausstattung
- Erste Kapelle rechts

Sie ist den Heiligen Philipp und Nikolaus geweiht. Das Altarbild von Annibale Carracci stellt den Heiligen Diego von Alcalà dar. An der rechten Wand befindet sich das bescheidene Grabmonument für die beiden Päpste aus der Familie Borgia Calixt III. und Alexander VI. das erst 1889 von dem Bildhauer Felipe Moratilla fertig gestellt wurde. Darunter das Grabdenkmal für den spanischen König Alfons XIII. († 1941).
- Zweite Kapelle rechts

Alle Gemälde und Fresken sind Werke des Francesco Nappi: das Altarbild Die Verkündigung und an den Seiten Die Geburt Mariens und Die Aufnahme Mariens im Himmel
- Dritte Kapelle rechts

Die Kapelle ist reich mit polychromem Marmor verziert. Das Altarbild von Francisco Preciado de la Vega († 1789) stellt die Jungfrau von Pilar und die beiden Heiligen Jakob und Vinzenz Ferrer dar.    
- Chor

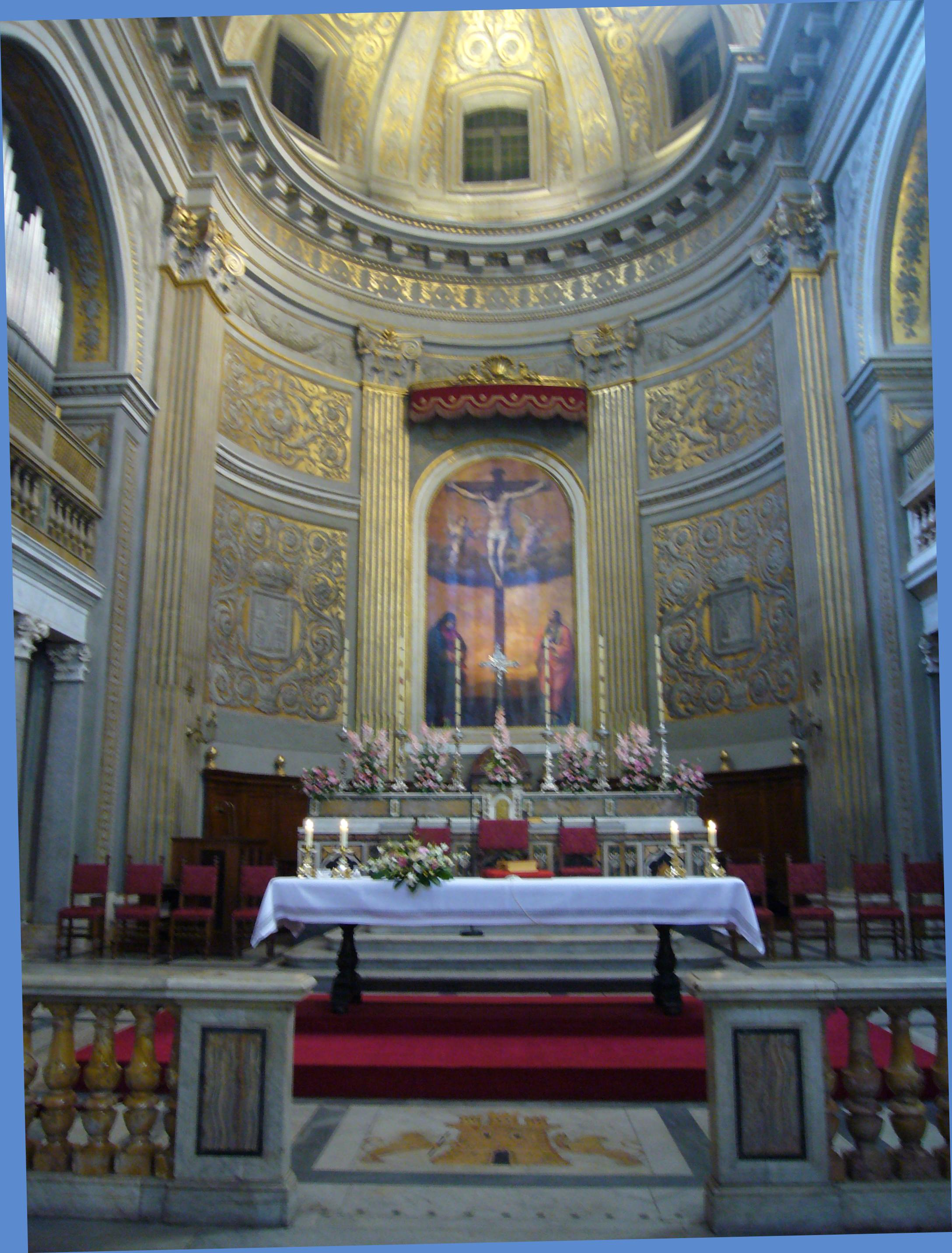
Der Chor

Das Presbyterium in seiner heutigen Form wurde erst im 19. Jahrhundert angelegt. Das Altarbild (Öl auf Leinwand) Die Kreuzigung im Zentrum der Apsis ist ein Werk des Girolamo Siciolante da Sermoneta (1564 – 65).  
- Dritte Kapelle links

Sie war ursprünglich dem heiligen Kruzifix geweiht. 1882 wurde hier die Marmorstatue Jacobus der Ältere von Jacopo Sansovino aufgestellt. An der rechten Seite unten befindet sich das Grabdenkmal für den Bischof Alfonso de Paradinas  und an der linken für den Bischof Juan de Fuensalida, den Sekretär Alexander VI., beide stammen aus der Werkstatt von Andrea Bregno. 
- Zweite Kapelle links

Die Kapelle ist der Lieben Frau von Montserrat geweiht. 
- Erste Kapelle links

Die Figurengruppe in der der hl. Eulalia von Barcellona geweihten Kapelle stellt die hl. Anna selbdritt dar. Es ist ein Werk des Tommaso Boscoli von 1544. 
Am Bogen rechts oben befindet sich ein Tabernakel für die heiligen Öle von Luigi Capponi, einem Schüler von Andrea Bregno.

## Galerie

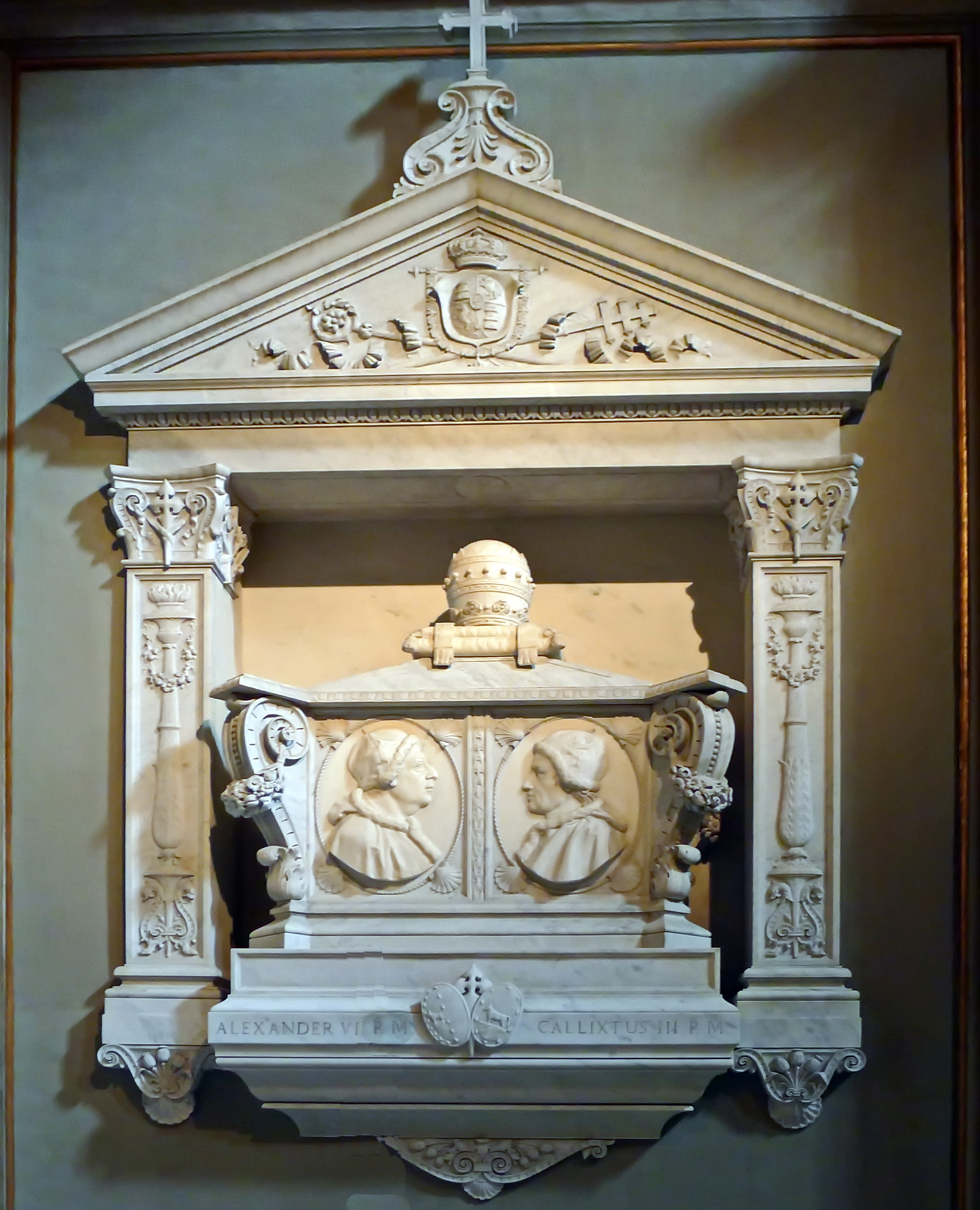
Grabmonument für Calixtus III. und Alexander VI.
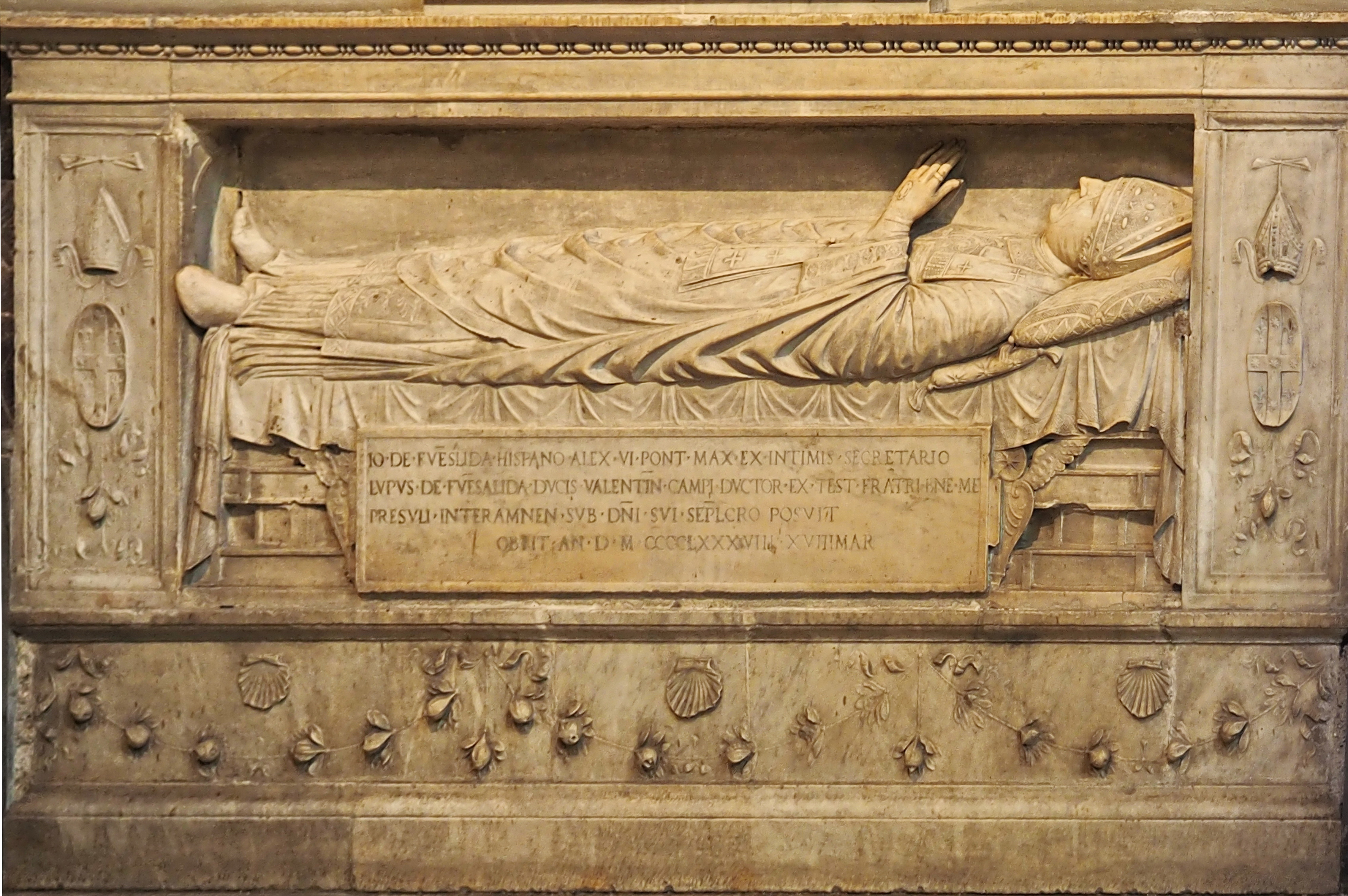
Grabmonument für Juan de Fuensalida
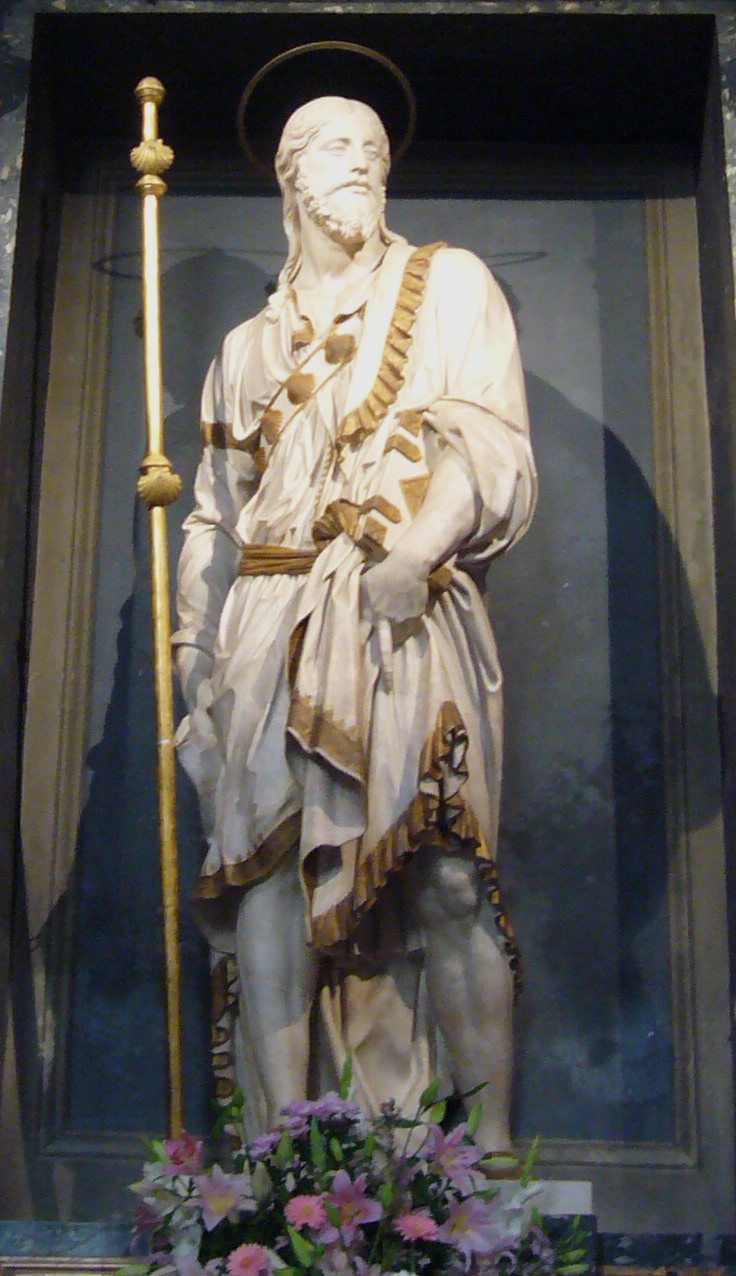
Hl. Jakobus von Sansovino
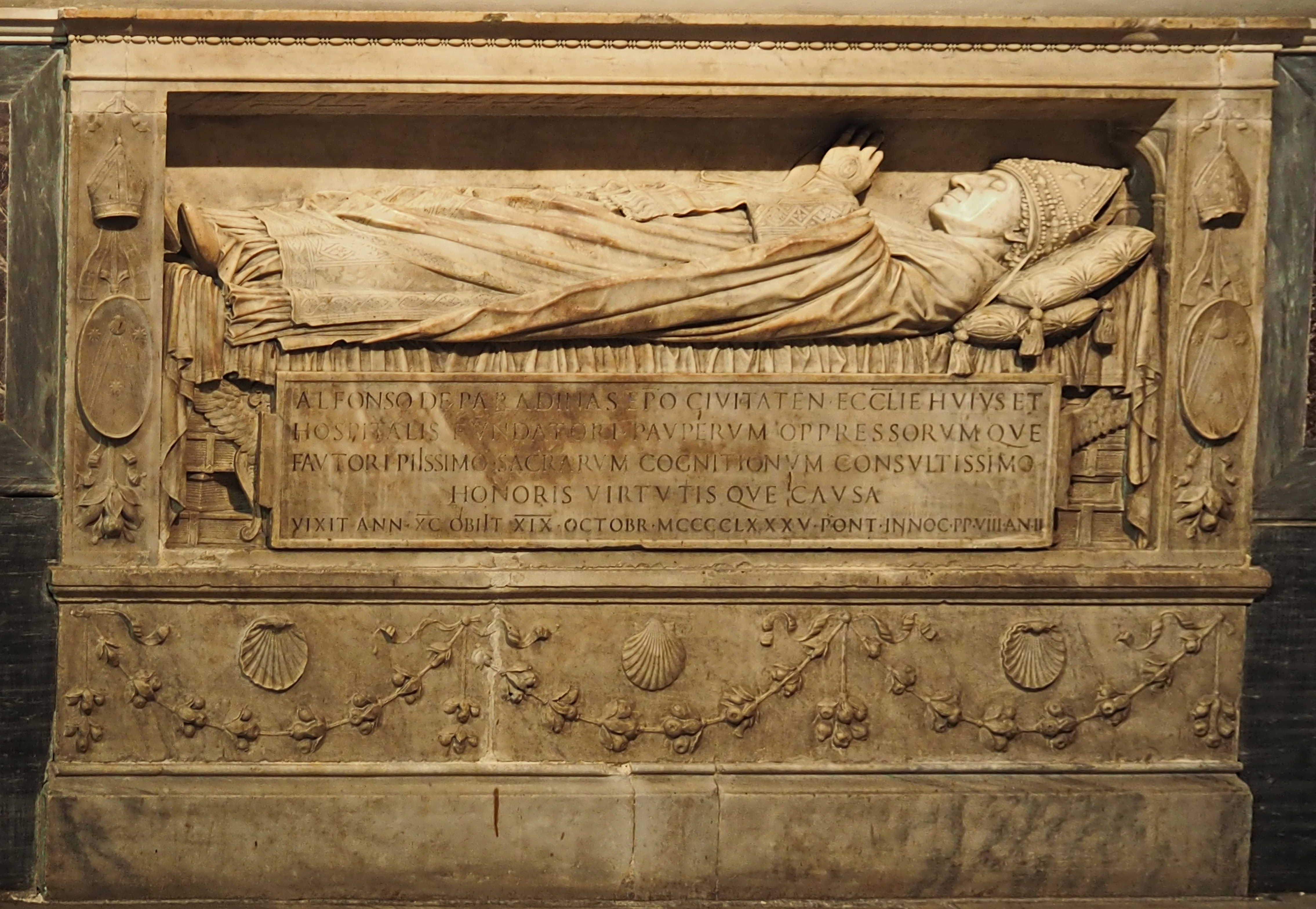
Grabmonument für Alfonso de Paradinas
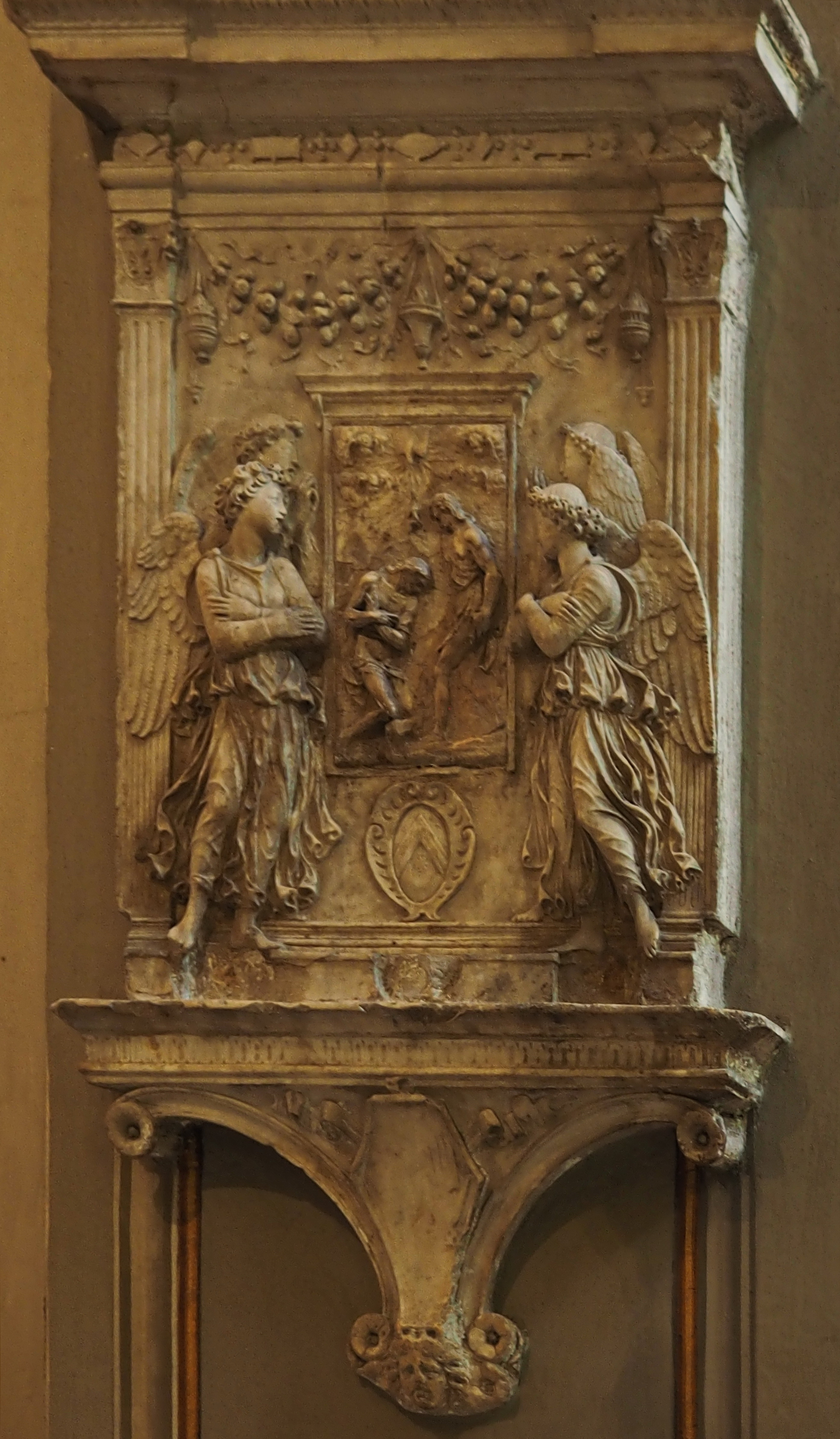
Tabernakel von Luigi Capponi
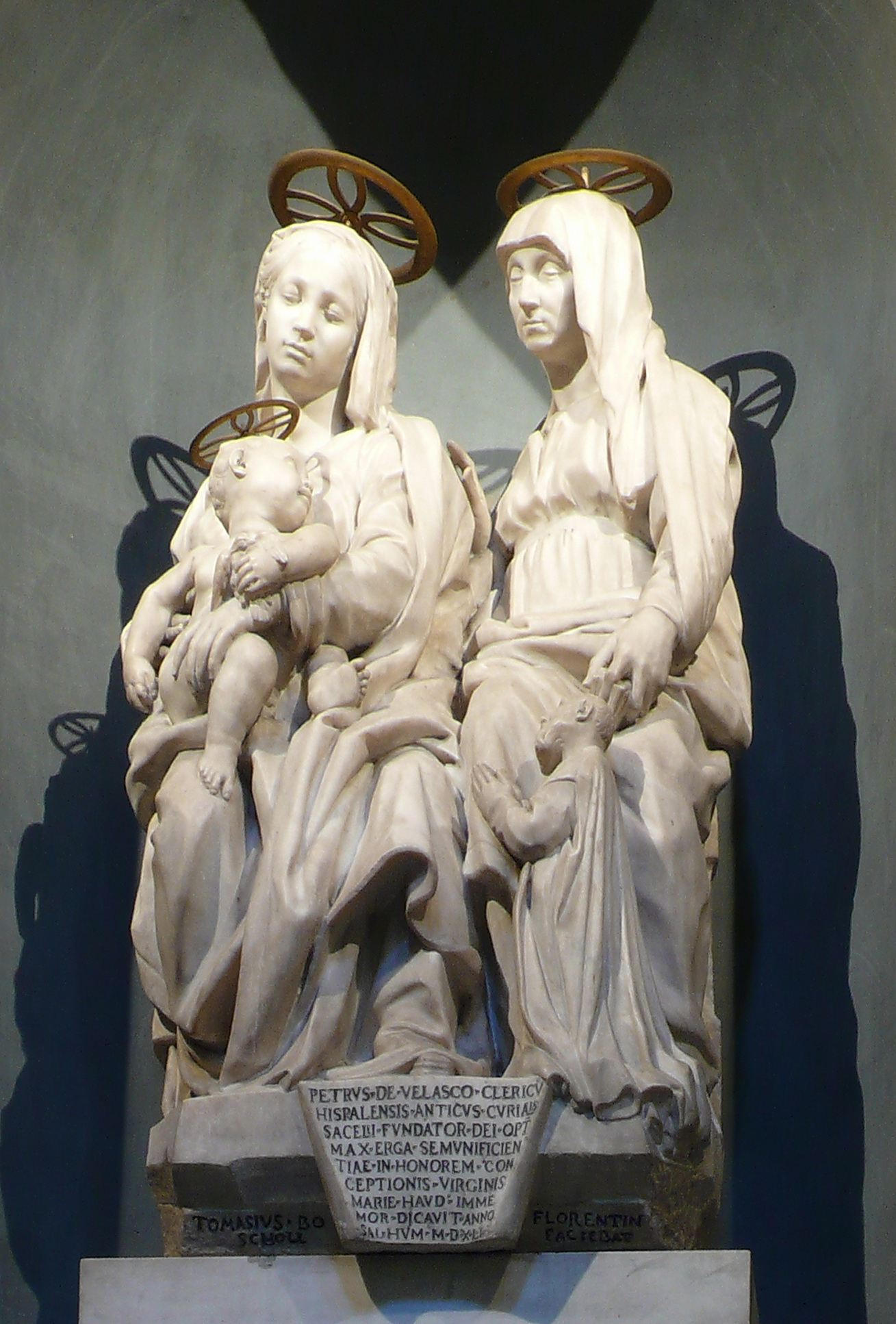
Hl. Anna selbdritt

## Titelkirche und Kardinalpriester
Die Kirche wurde von Papst Johannes Paul II. im Jahr 2003 zur Titelkirche eines Kardinalpriesters erhoben. Erster Inhaber des Titels war
Kardinal Carlos Amigo Vallejo OFM (21. Oktober 2003 – 27. April 2022 †). Seit 30. September 2023 ist José Kardinal Cobo Cano, Erzbischof von Madrid, Inhaber des Titels.